# Aptesis gracilis
Aptesis gracilis là một loài tò vò trong họ Ichneumonidae.